# Revoluções atlânticas
Revoluções atlânticas é um conceito usado para designar uma onda revolucionária no Mundo Atlântico que se estende do final do século XVIII às primeiras décadas do século XIX (19 de abril de 1775 - 4 de dezembro de 1838). São revoluções associadas de alguma forma com o ideário iluminista.
Na sequência do Século das Luzes, aprofundou-se e generalizou-se a crítica às monarquias absolutistas europeias, movida pela difusão dos ideais do Iluminismo e pelo ideário liberal, suscitando movimentos pela derrubada desses regimes.
Outras revoluções, na África Ocidental, defendiam formas do Islã mais igualitárias, em relação às formas tradicionais.
Em 1755, surgiram os primeiros sinais de mudanças de regime, com a formação da República Corsa e a Guerra de Pontiac. A maior dessas primeiras revoluções foi a Revolução Americana, iniciada em 1775, que resultou na fundação dos Estados Unidos da América. A Revolução Americana inspirou outros movimentos, incluindo a Revolução Francesa (1789) e a Revolução Haitiana (1791). Com a Espanha envolvida em guerras na Europa, as colônias espanholas do continente garantiram sua independência nos anos 1820.
Em uma perspectiva de longo prazo, essas revoluções foram, em sua maioria, bem-sucedidas: difundiram amplamente os ideais de liberalismo e republicanismo, a derrubada de aristocracias, reis e igrejas estabelecidas. Enfatizaram os ideais universais da Iluminismo, como a igualdade de todos os homens, incluindo a justiça igual perante a lei, com tribunais desinteressados, em oposição à justiça particular guiada por caprichos de nobres locais. Enfim, mostraram que a noção moderna de revolução - recomeçar do zero com um governo radicalmente novo -  poderia de fato funcionar na prática.
Entretanto o tema comum das revoluções atlânticas se desfaz, até certo ponto, com a leitura das obras de Edmund Burke. Burke inicialmente apoiou os colonos americanos em seu discurso On American Taxation (1774) , e considerou que a propriedade e outros direitos estavam sendo violados pela Coroa. Mais tarde, em aparente contradição, Burke  deplorou o processo da Revolução Francesa, em Reflections on the Revolution in France (1790), posto que, nesse último caso, os direitos de propriedade, consuetudinários e religiosos estavam sendo removidos sumariamente pelos revolucionários - e não pela Coroa. Em ambos os casos, ele estava seguindo a teoria de Montesquieu de que o direito de possuir propriedade é um elemento essencial da liberdade pessoal.
| Evento histórico                                 | Informação extra |
| ------------------------------------------------ | --- |
| Revolução Americana (1775-1783)                  | A Guerra da Independência dos Estados Unidos da América, também conhecida como Guerra da Revolução Americana ou ainda Revolução Americana de 1776 é uma grande jana, teve suas raízes com a assinatura do Tratado de Paris que em 1763 acabou por finalizar a Guerra dos Sete Anos. Ao final do conflito, o território do Canadá foi incorporado pela Inglaterra. Neste contexto, as treze colônias representadas por Massachusetts, Rhode Island, Connecticut, New Hampshire, Nova Jersey, Nova York, Pensilvânia, Delaware, Virgínia, Maryland, Carolina do Norte, Carolina do Sul e Geórgia começaram a ter seguidos e crescentes conflitos com a Metrópole, pois devido aos enormes gastos com a guerra, a Metrópole inicia uma maior exploração sobre essas áreas, constituiu-se de batalhas desfechadas contra o domínio inglês, durante a Revolução Americana de 1776. Movimento de ampla base popular, teve como principal motor a burguesia colonial e levou à independência das Treze Colônias — os Estados Unidos da América — (proclamada em 4 de Julho de 1776), o primeiro país a dotar-se de uma constituição política escrita. |
| Patriotas Neerlandeses (1785)                    | Facção política surgida nos Países Baixos durante a segunda metade do século XVIII, inspirada pelos mesmos princípios que pouco depois dariam origem à Revolução Francesa. Defendiam o fim do sistema de governo dos Países Baixos baseado no Estatuder (em holandês: Stathouder), que se tornara hereditário e era por eles considerado como corrupto e eivado de nepotismo, e a concessão de direitos aos cidadãos. |
| Revolução Francesa (1789-1799)                   | Por ser referência, inicia a Idade Contemporânea. |
| Revolução brabantina (1787-1790)                 | Rechaçava as reformas progressivas de José II de Habsburgo e levou, em 1790, à criação dos Estados Belgas Unidos. |
| Revolução Haitiana (1791-1804)                   | Foi um período de conflito brutal no colônia de Saint-Domingue, levando à eliminação da escravidão e a independência do Haiti como o primeiro república governado por pessoas de ascendência africana. Apesar de centenas de rebeliões ocorridas no Novo Mundo durante os séculos de escravidão, apenas a revolta de Saint-Domingue, que começou em 1791, obteve sucesso em alcançar a independência permanente, sob uma nova nação. A Revolução Haitiana é considerada como um momento decisivo na história dos africanos no novo mundo. |
| Guerra polonesa em defesa da Constituição (1792) | Na guerra em defesa da Constituição, a Polônia foi traída pela sua aliada, a Prússia de Frederico Guilherme II, e derrotada pela Rússia Imperial de Catarina a Grande, aliada da Confederação Targowica, uma conspiração de magnatas poloneses que se opuseram às reformas que poderiam enfraquecer sua influência. Apesar da derrota e da subsequente Segunda partição da Polônia, a Constituição de 3 de maio influenciou os movimentos democráticos posteriores, no mundo. Após o desaparecimento da República, em 1795, e pelos 123 anos de partições polonesas, permaneceu um ideal a ser atingido na luta para se conseguir o restabelecimento da soberania polonesa. |
| Revolta de Kościuszko (1794)                     | Revolta contra o Império Russo encabeçada por Tadeusz Kościuszko na região da Polônia, Belarus e Lituânia com a intenção de liberar a Polônia e Lituânia da influência russa depois da Segunda partição da Polônia. |
| Batavos (1795-1801)                              | Houve necessidade de institucionalizar um conjunto de estruturas e de políticas comuns a toda a República, as quais, apesar da efemeridade da República da Batávia, marcariam a evolução dos Países Baixos até aos nossos dias. Entre essas inovações contam-se a fixação do ortografia da língua neerlandesa, com base no trabalho de Matthijs Siegenbeek (1804), e a concessão de igualdade de direitos de cidadania aos judeus, luteranos e católicos romanos. Também procedeu à aprovação de uma declaração dos direitos dos cidadãos, base de todos os documentos constitucionais neerlandeses posteriores. |
| Rebelião Irlandesa de 1798                       | Os Irlandeses Unidos, um grupo revolucionário republicano influenciado pelas ideias das Revoluções Americana e Francesa, foi a principal força por trás da organização da rebelião. |
| Revolução Pernambucana de 1817                   | Único movimento separatista do período de dominação portuguesa no Brasil que ultrapassou a fase conspiratória e atingiu o processo de tomada do poder. Os revolucionários tinham como objetivo a conquista da independência brasileira em relação a Portugal, com a implantação de uma república liberal. |
| Guerra da Independência do Brasil (1821-1825)    | Processo que culminou com a emancipação política desse país do reino de Portugal, no início do século XIX. Oficialmente, a data comemorada é a de 7 de setembro de 1822, quando ocorreu o episódio do chamado "Grito do Ipiranga". De acordo com a história oficial, nesta data, às margens do riacho Ipiranga (atual cidade de São Paulo), o Príncipe Regente D. Pedro bradou perante a sua comitiva: Independência ou Morte!. Determinados aspectos dessa versão, no entanto, são contestados por alguns historiadores. |
| Revolta da Confederação Brasílica                | Processo revolucionário entre 1822 e 1823 que pretendia juntar a si todo o território angolano à época numa nova nação em Angola nos moldes do recém-independente Brasil. |
| Guerras de independência na América espanhola    | Se destacaram as figuras dos "libertadores" Simón Bolívar e José de San Martín. |
| →                                                | Guerra da Independência da Argentina. |
| →                                                | Revolução de Maio (Argentina e países vizinhos). |
| →                                                | Guerra da Independência do Chile. |
| →                                                | Guerra da Independência do Peru. |
| →                                                | Guerra da Independência da Bolívia. |
| →                                                | Carreira militar de Simón Bolívar (no norte e no centro da América do Sul). |
| →                                                | Guerra da Independência do Equador. |
| →                                                | Pátria Boba (Colômbia). |
| →                                                | Guerra da Independência da Venezuela. |
| →                                                | Guerra da Independência do México. |

Esses vários fatos históricos incluem entre os itens:
- Uma preocupação com os Direitos do Homem e à liberdade do indivíduo;
- Uma ideia (muitas vezes tendo como base John Locke ou Jean-Jacques Rousseau) de soberania popular;
- Crença em um contrato social, que por sua vez, foi muitas vezes codificada em forma escrita, ou seja, a Constituição;
- Uma certa complexidade de convicções religiosas, muitas vezes associados com deísmo, Voltaire, agnosticismo e caracterizado pela veneração da razão;
- Aversão ao feudalismo e muitas vezes da monarquia.

As Revoluções Atlânticas também tinham muitos símbolos compartilhados, incluindo:
- O termo "pátria", utilizada por muitos grupos revolucionários;
- Usar o lema "liberdade";
- O barrete frígio;
- A deusa Marianne(representando a república francesa);
- A árvore da liberdade e assim por diante.

## Personagens históricos
- George Washington (Estados Unidos)
- Thomas Jefferson (Estados Unidos)
- Benjamin Franklin (Estados Unidos)
- Sons of Liberty (América do Norte)
- Marquês de Lafayette (França e América do Norte)
- Patriotas neerlandeses (Holanda)
- Société des Amis des Noirs (França)
- Richard Price e Joseph Priestley (Inglaterra)
- Jacobinos (França, 1789-1794)
- Lautaro Lodge
- Maximilien Robespierre (França)
- Society of the United Irishmen (Irlanda, 1791-1804)
- Thomas Paine (Grã-Bretanha e América do Norte)
- Friends of the People Society (Inglaterra, 1792 -)
- Society of the United Scotsmen (Escócia)
- Society of the United Englishmen
- Tom Wolfe (Irlanda)
- Toussaint Louverture (no Haiti)
- London Corresponding Society (Londres)
- Francisco de Miranda
- Société des Fils de la Liberté (Quebec)
- Tadeusz Kosciuszko
- Simón Bolívar (América do Sul)
- José de San Martín (América do Sul)
- Maria Leopoldina da Áustria (Brasil)
- D.Pedro I (Brasil)
- José Bonifácio de Andrada (Brasil)